# Kastanjebladige astilbe
De kastanjebladige astilbe (Rodgersia aesculifolia) is een overblijvende, kruidachtige plant uit de steenbreekfamilie (Saxifragaceae). De plant wordt ook wel kastanjebladige spirea of schout-bij-nacht genoemd. De soort is inheems in China en is wereldwijd in cultuur gebracht als sierplant.

## Kenmerken
De plant kan twee meter hoog worden. De bladeren hebben een handvormige bladvorm en lijken op de bladeren van een paardenkastanje (Aesculus). De lange bladsteel en de nerven zijn behaard. De bloemen zijn meestal wit van kleur maar er zijn ook verscheidene cultivars van de soort ontwikkeld die roze bloemen hebben.

## Variëteiten
De soort heeft twee variëteiten:
- Rodgersia aesculifolia var. aesculifolia
- Rodgersia aesculifolia var. henricii

## Afbeeldingen

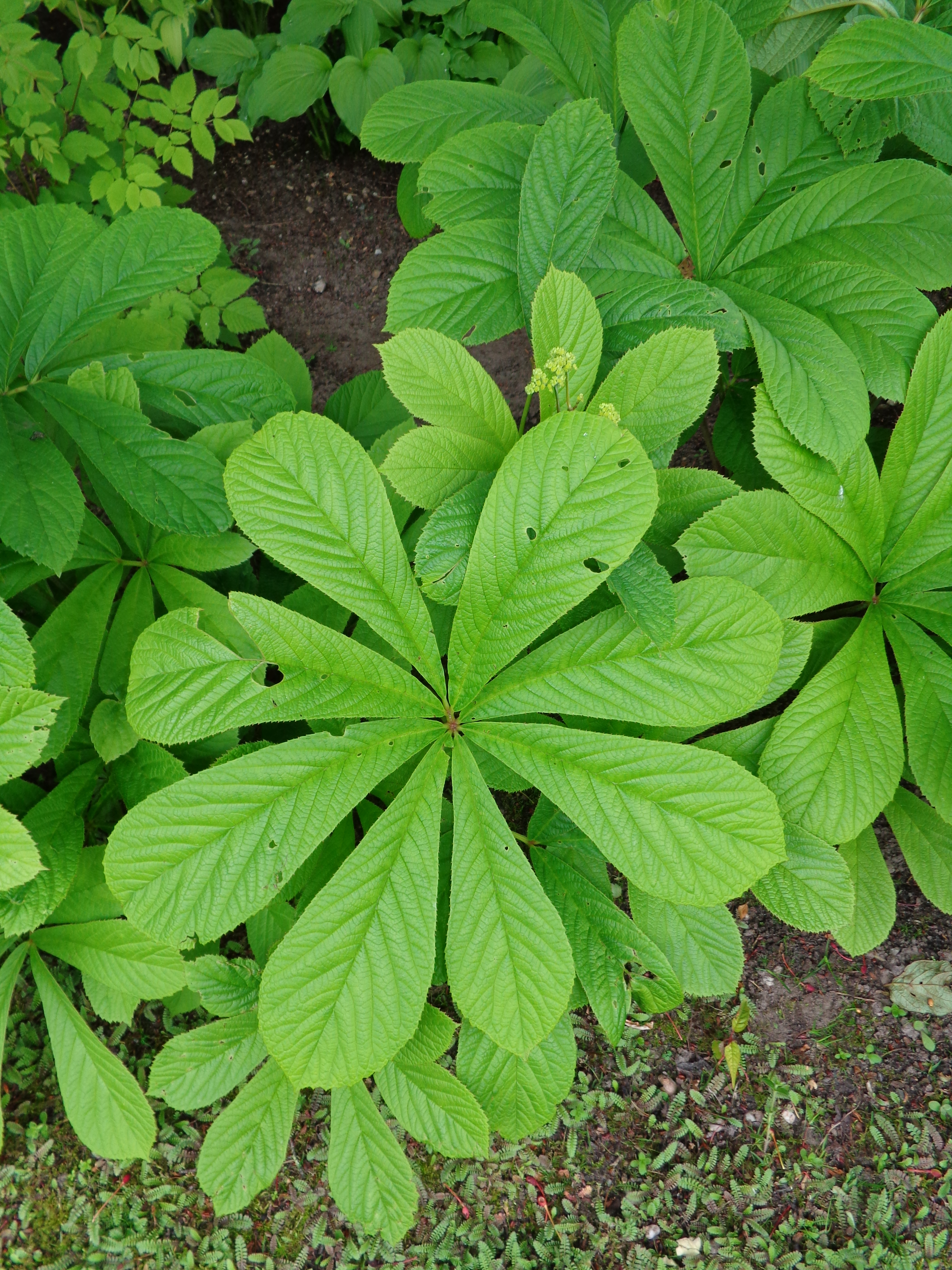
Exemplaar in de tuinen van Hogeschool Van Hall Larenstein (Nederland)
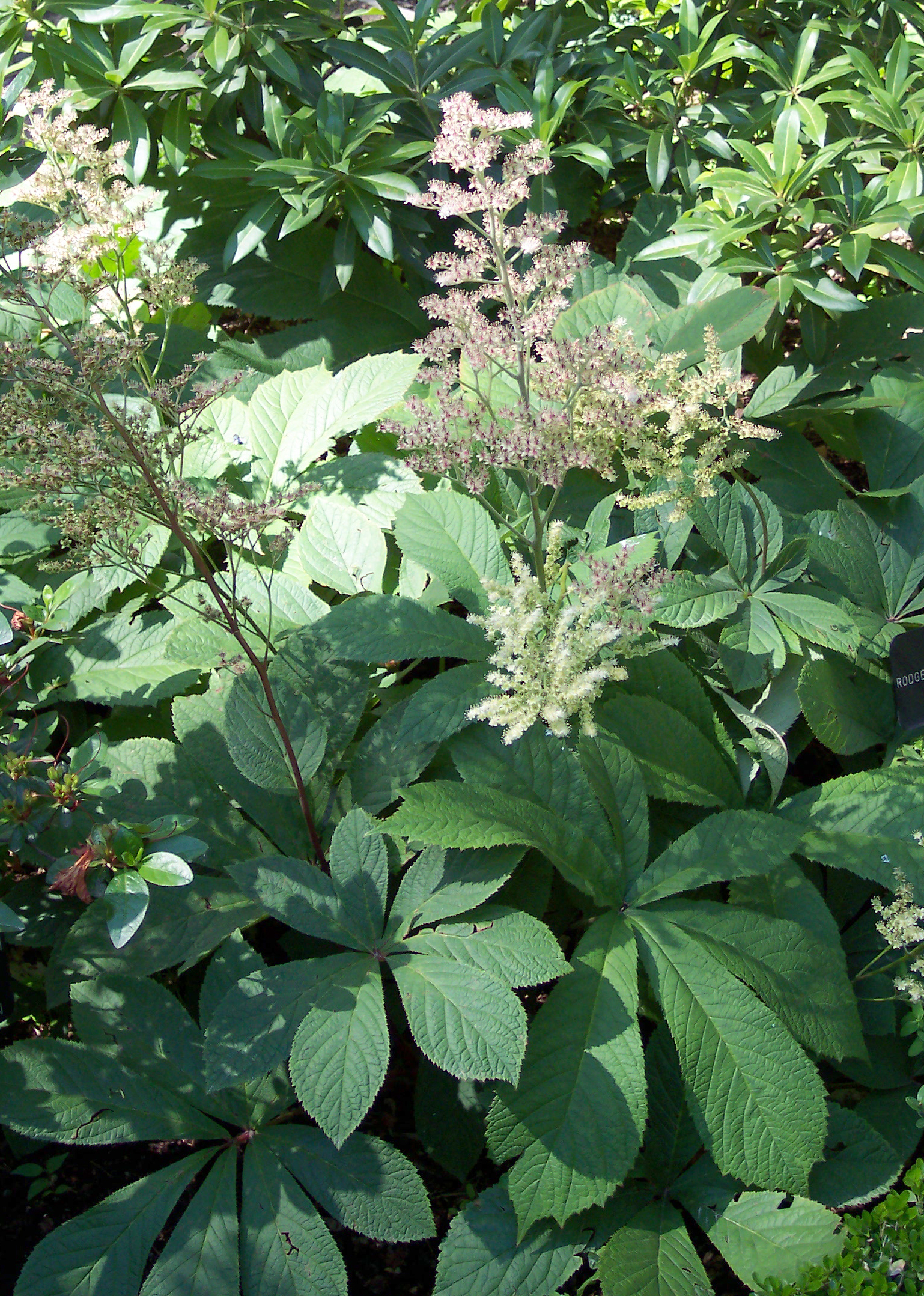
Bloeiende exemplaren in de botanische tuin van Madrid (Spanje)
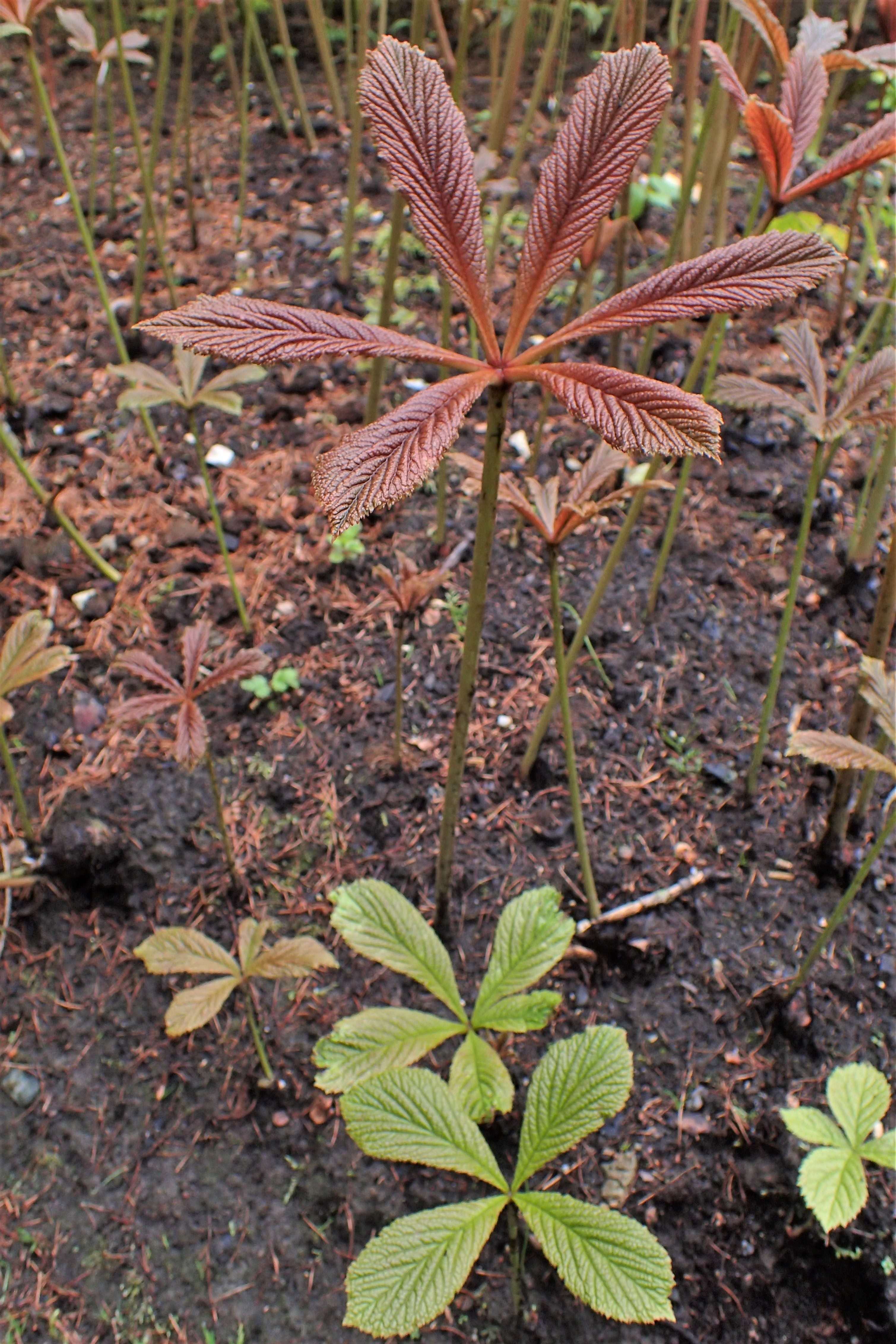
Exemplaren in de tuinen van de Universiteit van Warschau (Polen)